# Bullia natalensis
Bullia natalensis, tên tiếng Anh: pleated plough shell, là một loài ốc biển, là động vật thân mềm chân bụng sống ở biển thuộc họ Nassariidae.